# Израильско-нидерландские отношения
Израильско-нидерландские отношения — двусторонние дипломатические отношения между Израилем и Нидерландами. В 1947 году Нидерланды проголосовали в пользу плана Организации Объединенных Наций по разделу Палестины. Обе страны установили дипломатические отношения в 1949 году. До 3 января 1991 года, когда Советский Союз и Израиль восстановили дипломатические отношения, голландское посольство представляло интересы Израиля в Советском Союзе.
Израиль имеет посольство в Гааге, а Нидерланды посольство в Рамат-Гане, информационный офис в Иерусалиме и два почетных консульства в Эйлате и Хайфе. Обе страны являются полноправными членами Средиземноморского союза.

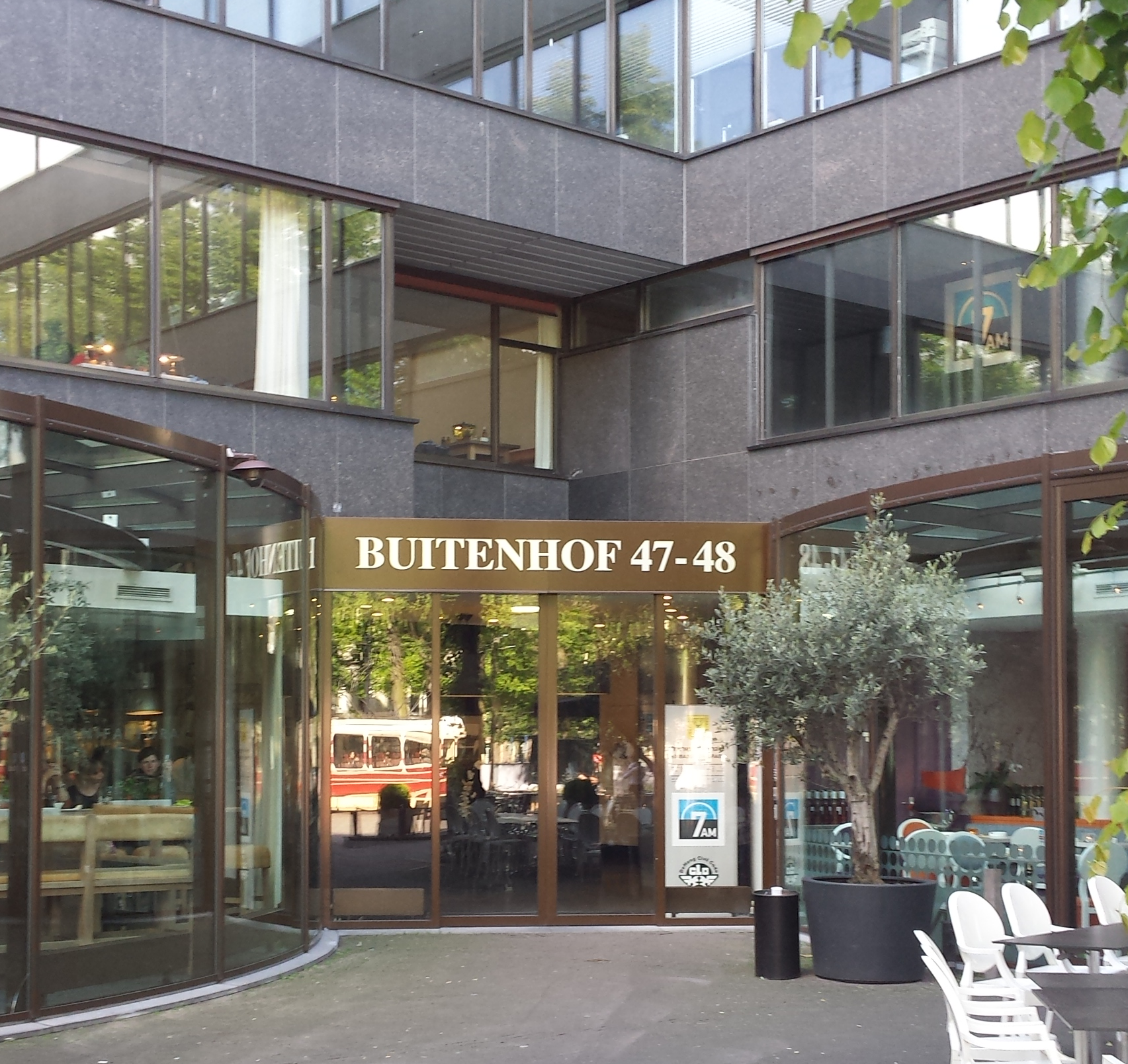
Здание посольства Израиля в Нидерландах в Гааге. (Май 2014)

## Диаспора
Около 32 800 евреев проживают в Нидерландах.